# Joby Talbot
Joby Talbot est un compositeur britannique, né à Wimbledon le 25 août 1971.
À l'origine de nombreuses pièces orchestrales et chorales contemporaines et de thèmes pour le cinéma et la télévision, Joby Talbot est surtout connu du grand public pour ses collaborations avec différents artistes pop, comme Paul McCartney ou The Divine Comedy, pour lesquels il a été parfois arrangeur, compositeur ou pianiste.
Il fut également le premier compositeur résident de Classic FM : dans ce cadre, il a livré une nouvelle pièce chaque mois de son année de résidence.

## Filmographie

### Cinéma

#### Longs métrages
- 2005 : H2G2 : Le Guide du voyageur galactique (The Hitchhiker's Guide to the Galaxy) de Garth Jennings
- 2005 : The League of Gentlemen's Apocalypse (en) de Steve Bendelack
- 2006 : Pénélope (Penelope) de Mark Palansky
- 2006 : Sixty Six de Paul Weiland
- 2007 : Le Fils de Rambow (Son of Rambow) de Garth Jennings
- 2008 : Le journal intime de Georgia Nicholson (Angus, Thongs and Perfect Snogging) de Gurinder Chadha
- 2008 : Is Anybody There ? de John Crowley
- 2008 : Dark World (Franklyn) de Gerald McMorrow
- 2010 : Cadavres à la pelle (Burke and Hare) de John Landis
- 2011 : Hunky Dory de Marc Evans
- 2013 : Closed Circuit de John Crowley
- 2015 : Alex the Vampire de Christopher Nicholson
- 2016 : Tous en scène (Sing) de Garth Jennings et Christophe Lourdelet
- 2021 : Tous en scène 2 de Garth Jennings
- 2023 : Wonka de Paul King

#### Courts métrages
- 2002 : The Cicerones de Jeremy Dyson
- 2002 : Legend of the Lost Tribe de Peter Peake
- 2010 : Alice de Marianne Elliott
- 2011 : Chroma de Margaret Williams
- 2017 : Alice im Wunderland (documentaire) de Christopher Wheeldon
- 2018 : Nothing Important de Tara Fitzgerald

#### Documentaires
- 2007 : Arctic Tale de Adam Ravetch et Sarah Robertson
- 2009 : La Danse, le ballet de l'Opéra de Paris de Frederick Wiseman
- 2013 : An Apology to Elephants de Amy Schatz

### Télévision

#### Téléfilms
- 2011 : Alice's Adventures in Wonderland de Jonathan Haswell et Dominic Best

#### Séries télévisées
- 1999-2002 : Le Club des Gentlemen (The League of Gentlemen) (22 épisodes)
- 1999 : Dark Ages (5 épisodes)
- 2002 : Wild West
- 2003 : Grass (8 épisodes)
- 2006 : Mayo (8 épisodes)
- 2008 : The Palace (mini-série) (2 épisodes)
- 2009 : 10 Minute Tales (épisode Ding Dong)
- 2009-2011 : Psychoville (14 épisodes)
- 2010 : Tracy Beaker Returns (12 épisodes)
- 2012 : Dead Boss (1 épisode)
- 2013 : Frankie

## Discographie

### Musique contemporaine
- The Dying Swan, Music For 1 To 7 Players The Duke Quartet ; Joby Talbot, piano et direction (février/juillet 2002, Black Box BBM1078) (OCLC 52045358)
- Once Around the Sun - Joby Talbot, piano ; Everton Nelson, violon ; Chris Worsey, violoncelle ; Rob Farrer, percussion ; Manon Morris, harpe (2005, Sony BMG 82876 695252) (OCLC 80913910)
- The Path of Miracles - Ens. Tenebrae, dir. Nigel Short (8-11 juillet 2005, Signum Classics SIGCD078) (OCLC 988003201) — Commande du Chœur Tenebrae.
- Tide Harmonic - Jopar Talbot et Jeremy Holland-Smith, pianos, célesta, harmonium ; Manon Morris et Deian Rowlands, harpe ; Rob Farrer et Steve Gibson, percussion ; Everton Nelson, Patrick Kiernan, Eos Chater et Rick Koster, violons ; Morgan Goff, alto ; Chris Worsey et Ian Burdge, violoncelle ; Mary Sculley, basse ; dir. Jeremy Holland-Smith (juillet/août 2009, Signum Classics SIGCD260) (OCLC 801660987)
- Alice's Adventures in Wonderland ; Fool's Paradise - Royal Philharmonic Orchestra, dir. Christopher Austin (10-12 novembre 2012, Signum Classics SIGCD327) (OCLC 973644586)
- Path of Miracles - Ens. Conspirare, dir. Craig Hella Johnson (janvier 2014, SACD Harmonia Mundi HMU 807603) (OCLC 908162334)

### Musiques de film
- The League of Gentlemen's Apocalypse (2005) — Silva Screen SILCD1189
- The Hitchhiker's Guide to the Galaxy (2005) — Hollywood Records
- Arctic Tale (2007) — Bulletproof – BPF 1032
- Son of Rambow (2007) — Bulletproof BPF 1041
- Penelope (2008) — Lakeshore Records LKS 339142
- Franklyn (2009) — Silva Screen SILCD1293
- Sing (2016)